# Anosia albistriga
Anosia albistriga är en fjärilsart som beskrevs av Talbot 1943. Anosia albistriga ingår i släktet Anosia och familjen praktfjärilar. Inga underarter finns listade i Catalogue of Life.